# 国际社会主义 (杂志)
《国际社会主义》（International Socialism）是一份研究社会主义的学术季刊，于1960年在英国伦敦创刊，由社会主义工人党出版。目前由约瑟夫·乔纳拉（Joseph Choonara）担任编辑。在此之前，编辑一职由亚历克斯·卡利尼科斯在克里斯·哈曼逝世之后担任了10年。
该刊于1060年至1978年间共出版104期，目前的期刊是1978年重新创刊之后的第二季。第一季由迈克尔·基德隆首先担任了5年编辑，并与阿拉斯代尔·麦金泰尔合作编辑了18个月，随后奈杰尔·哈里斯，克里斯·哈曼，邓肯·哈拉斯和亚历克斯·卡利尼科斯均担任过编辑。第二季重新创刊后最初由彼得·宾斯（Peter Binns)主编，后来由约翰·里斯接任。在此之前，他们于1958年出版了一期同名刊物，而1959年，托尼·克里夫关于罗莎·卢森堡的文章的初版与该刊的第2&3期一起以书籍的形式出版。